# Този, Паскуале
Паскуале Този (англ. Pascal Tosi, итал. Pasquale Tosi; 25 апреля 1837, Сантарканджело-ди-Романья, Папская область — 14 января 1898, Джуно, Округ Аляска, США) —  прелат Римско-католической церкви, священник Общества Иисуса, 1-й апостольский префект Аляски.
Он был одним из двух священников-миссионеров из Общества Иисуса (другой, Луи Робо), трудившихся на Аляске в самом начале католической миссии в регионе. С 1886 по 1897 год стал первым настоятелем-иезуитом прихода на Аляске. С 1894 по 1897 год стал первым апостольским префектом — главой католической церковной юрисдикции в регионе. Является основателем и организатором структур Римско-католической церкви на севере Аляски.

## Биография
Паскуале Този родился в Сантарканджело-ди-Романья 25 апреля 1837 года. Рукоположен в сан священника в 1861 году. В 1862 году вступил в Общество Иисуса. Отправился добровольцем на «американскую миссию». В 1865 году приехал в США, где сначала служил в миссии Рокки-Маунтин. В течение двадцати лет проповедовал среди коренных народов северо-запада США.
В 1886 году архиепископ Чарльз Джон Зегерс отправился на север Аляски. Это была разведывательная экспедиция. Его сопровождали Паскуале Този и Луи Робо. Оба должны были вернуться с архиепископом. Общество Иисуса не планировало открытие миссии на севере Аляски.
Паскуале Този и Луи Робо провели зиму 1886 — 1887 годов в Канаде, на месте слияния рек Юкон и Стюарт. В начале 1887 года, вернувшись на Аляску, они узнали об убийстве архиепископа. Паскуале Този взял на себя временную ответственность за состояние церковных дел на Аляске. Следующим летом он совершил поездку на тихоокеанское побережье на северо-западе, чтобы проконсультироваться с настоятелем миссии Рокки-Маунтин, Джузеппе Марией Катальдо, который формально назначил его наместником миссии на Аляске и поручил ему развитие этой миссии.
В 1892 году Паскуале Този совершил поездку в Рим. Папа Лев XIII, выслушав его рассказ о миссии на Аляске, благословил миссионера, сказав: «Иди и стань папой для тех регионов!»
27 июля 1894 года Святой Престол отделил Аляску от епархии Ванкувер-Айленда и учредил апостольскую префектуру, назначив Паскуале Този её главой. В 1897 году физически истощённый миссионер от жесткой повседневной жизни и напряженных трудов в экстремальных климатических условиях уступил место настоятеля миссии и пост апостольского префекта иезуиту Жану-Батисту Рене.
13 сентября 1897 года, когда корабль с Паскуале Този покидал порт Санкт-Майкл, в его честь был произведён салют из четырех орудий. Он надеялся вернуться на север Аляски, поправив здоровье в Джуно, но умер 14 января 1898 года.